# Royal Baby

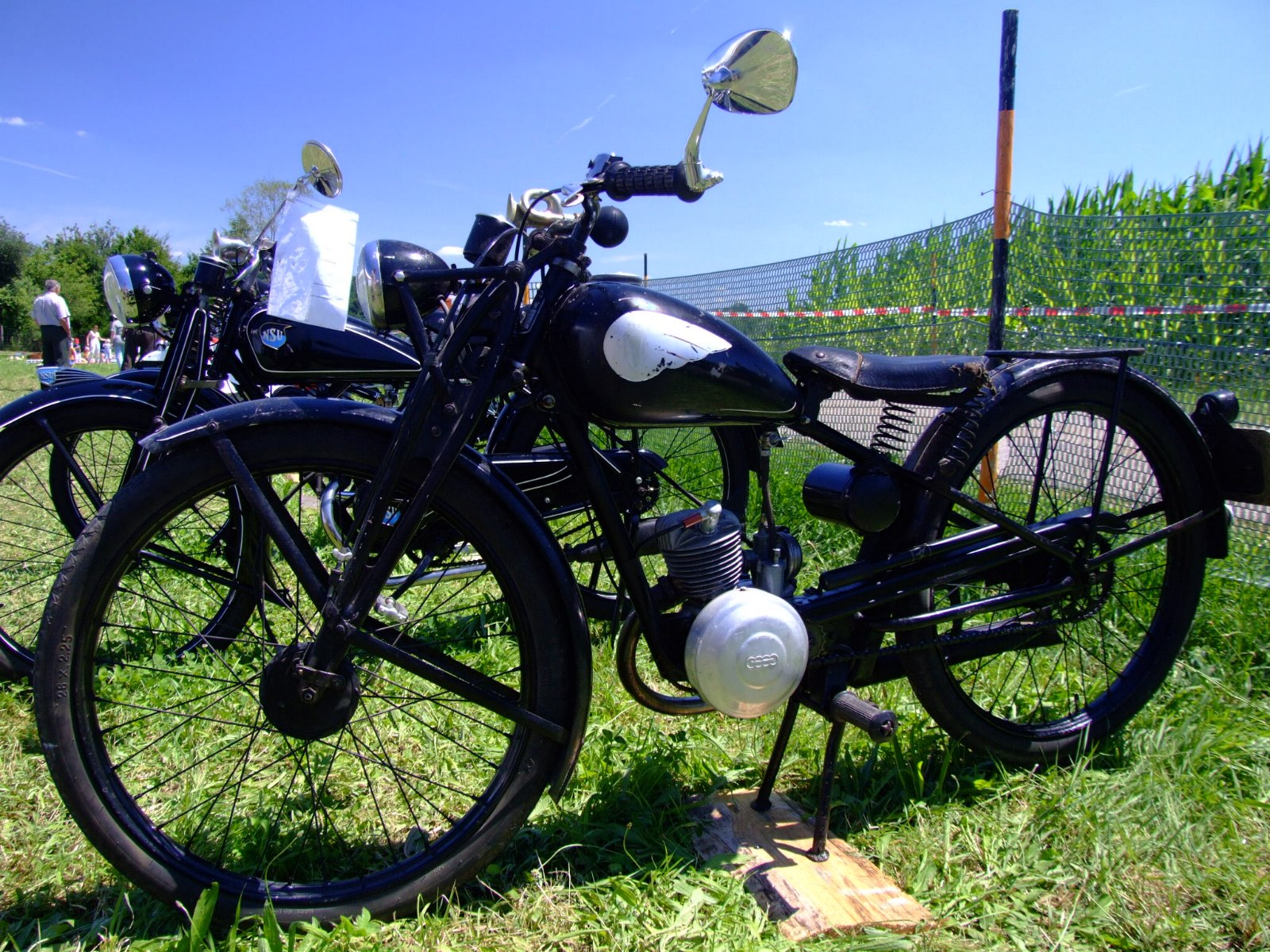
De stamvader: DKW RT 98 uit 1939

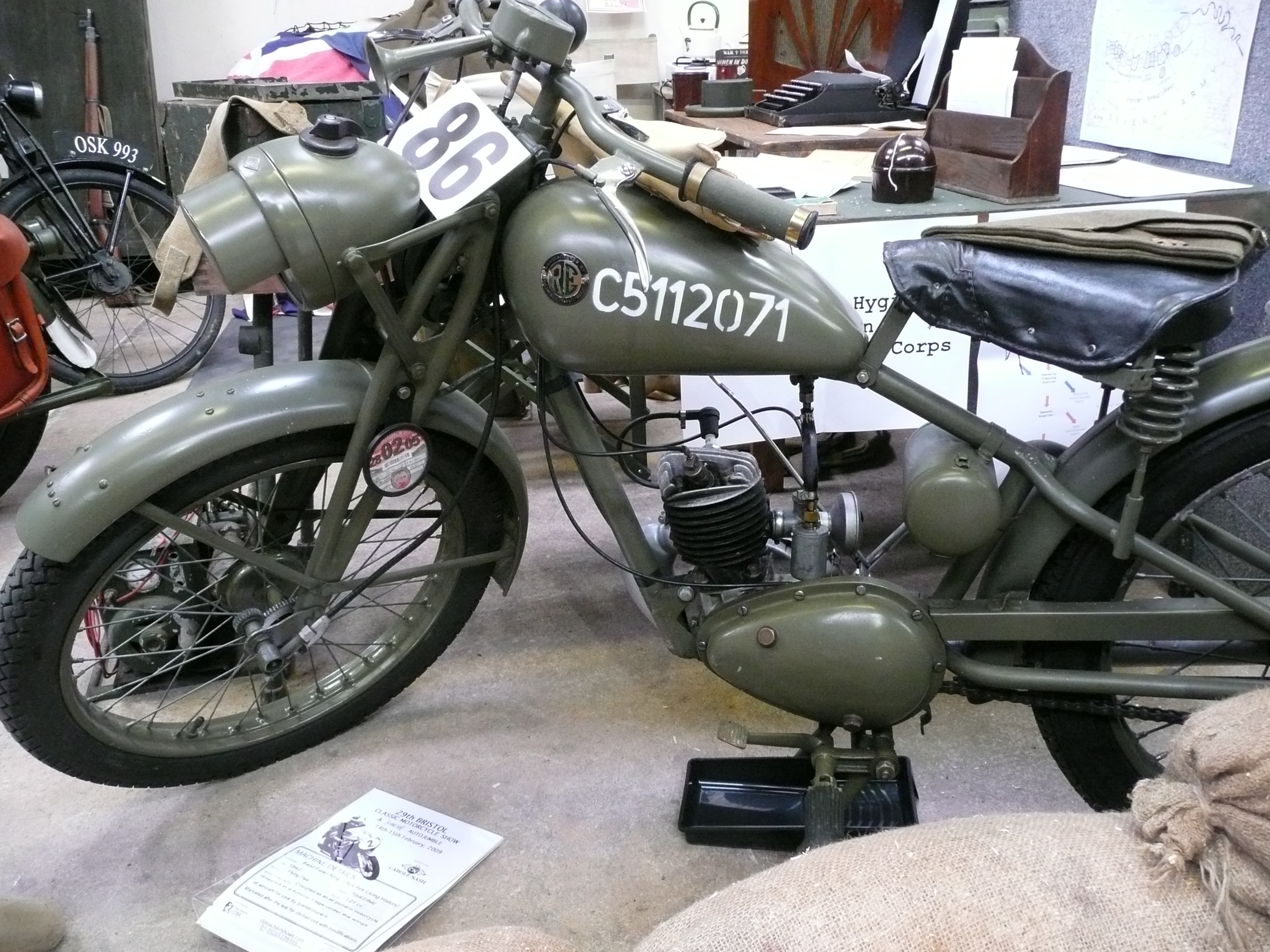
Royal Baby uit 1942 in legerjas: de voorloper van de Royal Enfield Flying Flea

Royal Baby (of: RB) is een Brits historisch merk van motorfietsen, geproduceerd door Royal Enfield.
De Royal Baby was een 125cc-motorfietsje dat sterke gelijkenis vertoonde met de DKW RT 98. Het merk ontstond toen de Duitse overheid eind jaren dertig besloot de Nederlandse import van DKW- en BMW-motorfietsen door de (Joodse) firma Stokvis te stoppen. De firma Hart Nibbrig & Greeve (HNG) nam deze import eind 1938 over. En dat terwijl Stokvis-directeur Eriksson ervoor gezorgd had dat de RT 98 in productie bleef toen deze het slachtoffer dreigde te worden van het Schell-plan. De RT 98 was een Onder-de-zestiger, en daarmee in Nederland geweldig populair.
Eriksson ging samen met zijn technische man, J.G. van Heusden naar Engeland en haalde de import van Ariel en Royal Enfield binnen. Hij kreeg Royal Enfield zover een "kopie" van de DKW RT 98 te gaan produceren. Dit werd de Royal Baby. De machine werd echter kortweg "RB" genoemd en had ook een RB-logo op de tank. Daarmee was de gelijkenis met "RT" gewaarborgd. De RB had echter een 125cc-motor.
In April 1939 werd de machine door Stokvis aan de pers getoond. Er ontstond een soort papieren oorlog tussen Stokvis enerzijds en HNG en het Duitse Patentamt anderzijds. Maar er waren nog meer problemen. De korte ontwikkelingstijd had gevolgen voor de betrouwbaarheid en in 1941 werd de "Onder de zestig"-regeling opgeheven. 
Tijdens de Tweede Wereldoorlog ontstond er bij de Britse legerleiding behoefte aan lichte motorfietsjes, zoals de Excelsior Welbike, de James en de Royal Baby. Voor de Engelse oorlogsproductie werd dit (met enige aanpassingen) de Royal Enfield Flying Flea. 
Na de Tweede Wereldoorlog werd de Royal Baby in het Royal Enfield-programma opgenomen onder de naam "RE". De Royal Baby was daarmee van het toneel verdwenen. 
De blauwdrukken van de DKW RT 98 en RT 125 werden als "oorlogsbuit" echter verdeeld onder de geallieerden, en zo ontstonden in de DDR de MZ RT 125, in Rusland de Kosmos 125, in het Verenigd Koninkrijk de BSA Bantam, in Polen de Sokól M01 en in de Verenigde Staten de Harley-Davidson Hummer. Maar ook de eerste Yamaha, de YA 1 uit 1955, was een DKW RT 125-kopie.
. 